# 尋常喉盤魚
尋常喉盤魚，為輻鰭魚綱鱸形目喉盤魚亞目喉盤魚科的其中一種，發現於西南太平洋的紐西蘭海域，棲息深度20-90公尺，體長可達3.4公分，屬底棲性魚類。